# Поротникова (Тюменская область)
Поротникова — деревня в Абатском районе Тюменской области России. Входит в Коневское сельское поселение.

## История
В 1928 г. состояла из 110 хозяйств, основное население — русские. В составе Гуселетовского сельсовета Крутинского района Омского округа Сибирского края.

## Население
| 1989 | 2002 | 2010 |
| ---- | ---- | ---- |
| 92   | ↘32  | ↘14  |